# هیئت ملی انرژی اتمی

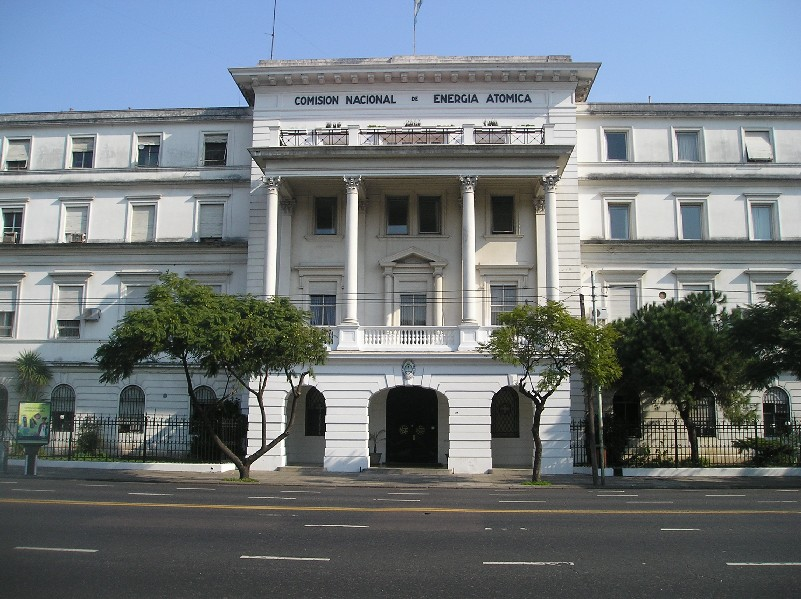
دفتر نونیز ، بوینس آیرس

هیئت ملی انرژی اتمی (اسپانیایی: Comisión Nacional de Energía Atómica‎، CNEA) سازمان دولت آرژانتین در تحقیق و توسعه انرژی هسته ای است. این سازمان در 31 می سال 1950 با هدف توسعه و بهره برداری از انرژی هسته ای برای مقاصد صلح امیز در کشور تأسیس شد.

## فعالیت های تحقیقاتی

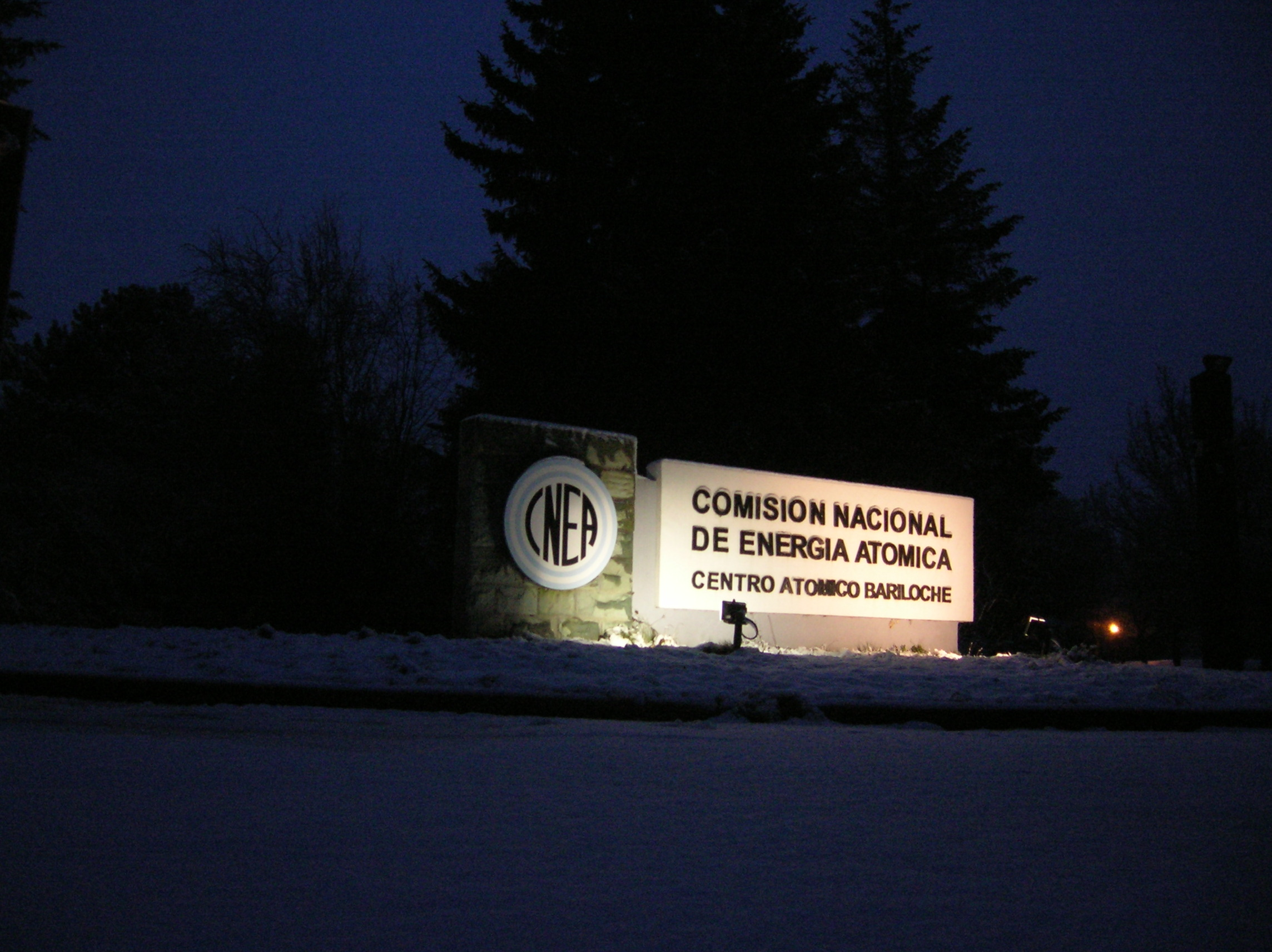
ورودی مرکز اتمی بریلوش.

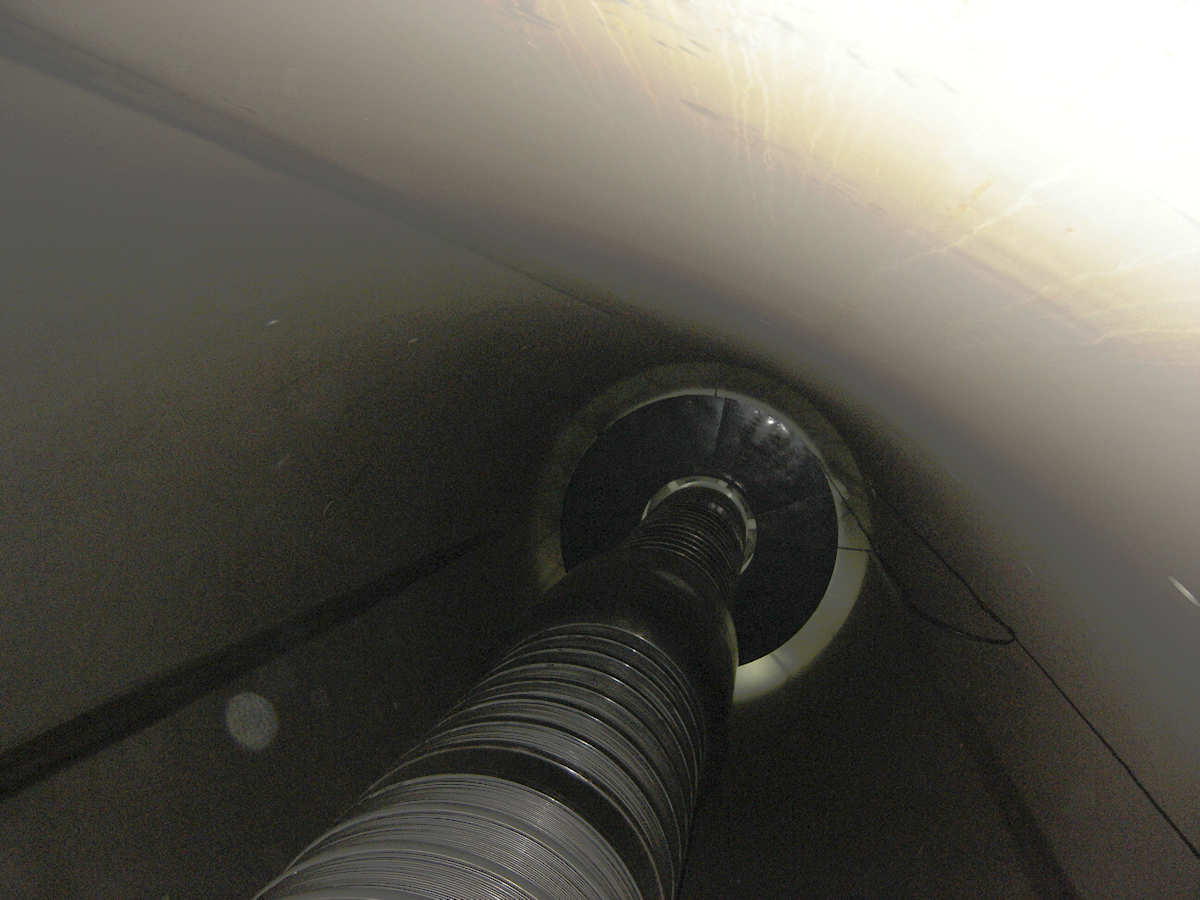
داخل شتاب دهندهء تاندر

امروزهCNEA سه مرکز تحقیقاتی اصلی دارد.
مرکز اتمی بریلوش شامل موسسه بالسریو است که وابسته به دانشگاه ملی کویو است.که صدها فیزیکدان و مهندس هسته ای از آن فارغ التحصیل شده‌اند. و مقالات زیادی را به چاپ رسانده‌اند.
مرکز اتمی ترکیبات سازه ای پیشرو در رآکتورهای تحقیقاتی آرژانتین است. و گروه‌های تحقیقاتی مواد، فیزیک و شیمی دارد.
مرکز اتمی ازیزا رادیوایزوتوپهای دارویی را در رآکتور تحقیقاتی- تولیدی RA-3 خود تولید می‌کند. 
همچنین در پروژه پیلکانیو ارانیوم ۲۳۵ را به روش گازی غنی سازی می‌کند.